# François-Jean Baudouin
François-Jean Baudouin, né à Paris (France) le 18 avril 1759, mort à Bourg-la-Reine (Seine, France) le 20 décembre 1835, est un imprimeur et libraire français.

## Biographie
François-Jean Baudouin naît, à Paris, le 18 avril 1759. Il est le fils de Pierre-Antoine Baudouin, Premier peintre du Roi et membre de l'Académie royale de peinture et de sculpture, et Marie-Émilie Boucher, fille cadette du peintre François Boucher. Il est baptisé en l'église Saint-Eustache, le 20 avril suivant. Son parrain est François Chaumen, directeur de la manufacture de porcelaines ; sa marraine, Marie-Jeanne Buzeau, épouse de son grand-père maternel, François Boucher.
Le 6 avril 1776, François-Jean entre en apprentissage chez son oncle par alliance, l'imprimeur-libraire parisien Michel Lambert, veuf en premières notes de Nicole Baudouin.
François-Jean est reçu libraire le 27 mai 1777 et imprimeur le 8 février 1782, en vertu d'un arrêt du Conseil d'État accordant à Michel Lambert la survivance de sa place d'imprimeur en faveur de son neveu pour exercer conjointement avec lui.
Il succède à son oncle en 1788.
En 1782, il épouse Marie-Madeleine-Aglaé Carouge de Nantelle (1764-1816), femme de lettres et auteur d'ouvrages pour la jeunesse. Le couple aura au moins six enfants.
Élu député-suppléant du Tiers État aux États généraux de 1789, il est nommé imprimeur de l'Assemblée nationale le 24 juin 1789 et prête serment, en cette qualité, le lendemain.
Il devient ensuite l'imprimeur du Journal des débats et du Logographe entre 1789 et 1792.
Sous la Convention, il imprime sous la raison Imprimerie nationale.
Plusieurs fois inquiété durant la Convention, il est arrêté en l'an II et enfermé à Vincennes puis au Luxembourg.
Le Corps législatif lui retire sa clientèle et fait faillite en avril-mai 1805. Ruiné, il séjourne en Russie où il tente, en vain, de mettre sur pied une imprimerie impériale. De retour en France en 1809, il recouvre sa qualité d'imprimeur (breveté le 1er avril 1811). En 1813, il devient contrôleur de l'octroi de Groningue.
Il meurt en 1835 dans une auberge de Bourg-la-Reine et est inhumé à Paris.
L'un de ses fils, Charles Baudouin (1790-1867), fut militaire, imprimeur-libraire et responsable de pompes funèbres.